# Grobiņa
Grobiņa (Duits (historisch): Grobin) is een stad in het westen van Letland, elf kilometer ten oosten van Liepāja in de historische regio Koerland.
Tijdens de vroege middeleeuwen was Grobiņa het belangrijkste centrum op het grondgebied van het huidige Letland. Er was een grote Scandinavische nederzetting, die via het Meer van Liepāja in verbinding stond met de Oostzee. Ongeveer 3.000 grafheuvels bevatten de meest indrukwekkende overblijfselen uit de Vendeltijd in Noord-Europa. Sinds 2011 staat het Archeologisch complex van Grobiņa op de voorlopige lijst van de UNESCO genomineerd als potentieel Werelderfgoed in Letland.
In de 13e eeuw kwam de stad in bezit van de Lijflandse Orde. Ruïnes van het kasteel van Grobiņa zijn nog steeds zichtbaar.

## Geschiedenis

### Scandinavische nederzetting
De nederzetting bij Grobiņa werd opgegraven door de Zweedse archeoloog Birger Nerman in 1929 en 1930. Hij vond resten van een versterking met aarden wallen, aan drie kanten beschermd door de rivier de Ālande. Drie begraafplaatsen uit de Vendeltijd konden worden gedateerd in de periode tussen 650 en 800 AD. Een van de drie had een militair karakter en was vergelijkbaar met soortgelijke begraafplaatsen in het Mälardal in Midden-Zweden, de andere twee toonden een gemeenschap die zich, onder bescherming van de militaire aanwezigheid, met vreedzame activiteiten bezighield.
De vondsten bij Grobiņa tonen een vroege Scandinavische kolonie uit Gotland. Veel van de graven in de vlakke grond waren van vrouwen, die door hun gordelgespen en broches konden worden geïdentificeerd als afkomstig van Gotland. De grafheuvels bevatten voornamelijk mannen, vaak vergezeld van typisch Scandinavisch wapentuig.
In 1987 werd een rijk geornamenteerde grafsteen gevonden. De 70,5 cm hoge steen heeft meanderachtige decoraties en een afbeelding van twee eend-achtige vogels met de bekken naar elkaar. Dergelijke beeldstenen, in het Zweeds bildstenar, zijn verder enkel in Gotland gevonden. Door zijn stijl kan hij in de tweede helft van de 7e eeuw worden gedateerd.
Vanaf het begin van de 9e eeuw worden vrouwelijke graven bij Grobiņa schaars. De latere graven zijn van zeevarende Scandinavische mannen.
De Scandinaviërs bleven in controle van Grobiņa tot het midden van de 9e eeuw. De eerste geschreven bron, de Vita Ansgari, vertelt dat de bevolking van Koerland na een lange periode van schatplichtigheid aan de Zweedse heersers in opstand kwam. Omstreeks 854 probeerde een vloot van Denen de schatplicht voor zich te herstellen, maar deze werd verslagen. Daarop verzamelde de Zweedse koning Olof een groot leger om de voormalige kolonie terug te winnen. Hierbij veroverden ze een plaats genaamd "Seeburg", welke meestal wordt geïdentificeerd als Grobiņa. Seeburg werd verdedigd door 7.000 gewapende mannen, maar de stad werd door de Zweden geplunderd, verwoest en platgebrand. De Zweden vervolgden met een vijfdaagse expeditie in het achterland. Ze bereikten de stad Apulia (tegenwoordig Apuolė, 40 km naar het zuidoosten in het huidige Litouwen), welke door 15.000 krijgers verdedigd werd. De stad werd acht dagen belegerd zonder schijnbaar succes, en de Scandinaviërs baden zelfs tot de christelijke God om hulp. Toen zij zich voorbereidden voor de beslissende slag, vroegen de Koeren plotseling om vrede, waarbij ze het door hen een jaar eerder op de Denen veroverde goud en wapentuig als buit aanboden. Uiteindelijk erkenden de Koeren de Zweedse koning als hun heer en verplichten zich schatting te betalen.
Opgravingen door Nerman bij het oude fort van Apulia bevestigden het verslag van de Vita Ansgari. Hij vond bewijzen van een grootschalig conflict in de 9e eeuw, met name een grote hoeveelheid Zweedse pijlpunten bij de muren van het Koerse fort.
In de volgende jaren nam het belang van Grobiņa snel af. Haar plaats als handelscentrum werd ingenomen door Truso in het huidige Polen.

### Onder de Lijflandse Orde
In een door de pauselijke legaat Boudewijn van Aulne in 1230 met de Koerse koning Lammechinus gesloten verdrag werd gebied rond Grobiņas vermeld onder de naam Esestua, wat in het Koers verklaard zou kunnen worden als "Meerland". De naam "Grobin" ("haagbeukbos") in het "land Piemare" wordt voor het eerst vermeld in de overeenkomst over de verdeling van Koerland tussen de Lijflandse Orde en het bisdom Koerland van 1253.
Na de Slag bij Durbe tijdens de Koerse opstand van 1263 viel de Lijflandse Orde, onder leiding van Werner van Breithusen het Koerse heuvelfort bij Grobiņas aan, en na inname werd het fort afgebrand.
In 1269 bouwde de Lijflandse Orde tegenover de locatie van het heuvelfort een stenen kasteel, waarvan de ruïnes tegenwoordig nog zichtbaar zijn.

### Noordse Oorlogen tot heden
Tijdens de Lijflandse Oorlog verpandde de Orde de commanderij Grobin aan de hertog van Pruisen, om hulp tegen de aanvallen van Ivan IV van Rusland te krijgen.
In 1659, tijdens de Noordse Oorlog, werd het gebied door de Zweden verwoest. In 1695 kreeg de plaats stadsrechten. In 1710 woedde een pestepidemie.
In 2009 werd de stad met vier nabijgelegen gemeenschappen verenigd tot de bestuurlijke eenheid Grobiņas novads.